# Hugh McCullum Curran
Hugh McCullum Curran (o Hugo Curran) ( * 1875 - 1920 ) fue un botánico estadounidense, que realizó extensas expediciones botánicas con recolecciones en Filipinas, y otras áreas asiáticas; y también por numerosos países sudamericanos, como Argentina. Fue también agrónomo experto en explotación de bosques.
Fue Profesor de Silvicultura Tropical.

## Algunas publicaciones

### Libros
- sidney fay Blake, hugh McCollum Curran. 1919. The genus Homalium in America: New South American spermatophytes collected by H.M. Curran. Bulletin (United States National Museum). Volumen 20, Parte 7 de Contributions from the United States National Herbarium. 25 pp.
- 1932. Árboles importantes de Venezuela. Ed. Talleres Gráficos MAO. 32 pp.
- h.m. Curran, j.p. Veillon, gerardo Budowsk. 1949. Observaciones y recomendaciones en materia forestal para el Estado Trujillo. Ed. Departamento de Divulgación Agropecuaria. 27 pp.

## Honores

### Epónimos
Género
- (Woodsiaceae) Currania Copel.[2]

Especies, unas cien se nombraron en su honor, entre ellas
- (Aceraceae) Acer curranii Merr.[3]
- (Apocynaceae) Aspidosperma curranii Standl.[4]
- (Aquifoliaceae) Ilex curranii Merr.[5]
- (Araceae) Scindapsus curranii Engl. & K.Krause[6]
- (Araliaceae) Schefflera curranii Merr.[7]
- (Arecaceae) Daemonorops curranii Becc.[8]
- (Balsaminaceae) Impatiens curranii Hook.f.[9]
- (Bromeliaceae) Aechmea curranii (L.B.Sm.) L.B.Sm. & M.A.Spencer[10]
- (Caesalpiniaceae) Swartzia curranii R.S.Cowan[11]
- (Cecropiaceae) Coussapoa curranii S.F.Blake[12]
- (Celastraceae) Microtropis curranii Merr.[13]
- (Chrysobalanaceae) Parinari curranii Merr.[14]
- (Combretaceae) Terminalia curranii Merr. ex E.E.Schneid.[15]
- (Cyatheaceae) Alsophila curranii (Copel.) C.Chr.[16]
- (Cycadaceae) Cycas curranii (J.Schust.) K.D.Hill[17]
- (Ebenaceae) Diospyros curranii Merr.[18]
- (Elaeocarpaceae) Elaeocarpus curranii Merr.[19]
- (Ericaceae) Rhododendron curranii Merr.[20]
- (Euphorbiaceae) Antidesma curranii Merr.[21]
- (Fagaceae) Synaedrys curranii Koidz.[22]
- (Flacourtiaceae) Homalium curranii Merr.[23]
- (Gesneriaceae) Cyrtandra curranii Kraenzl.[24]
- (Gleicheniaceae) Dicranopteris curranii Copel.[25]
- (Hymenophyllaceae) Trichomanes curranii Weath.[26]
- (Lamiaceae) Vitex curranii H.J.Lam[27]
- (Lauraceae) Machilus curranii Merr.[28]
- (Lecythidaceae) Lecythis curranii Pittier[29]
- (Leguminosae) Acacia curranii Maiden[30]
- (Loganiaceae) Fagraea curranii Merr.[31]
- (Loranthaceae) Amyema curranii Danser[32]
- (Malpighiaceae) Mezia curranii W.R.Anderson[33]
- (Melastomataceae) Medinilla curranii Merr.[34]
- (Meliaceae) Aglaia curranii Merr.[35]
- (Mimosaceae) Racosperma curranii (Maiden) Pedley[36]
- (Moraceae) Ficus curranii Merr.[37]
- (Myrsinaceae) Ardisia curranii Merr.[38]
- (Myrtaceae) Eugenia curranii C.B.Rob.[39]
- (Orchidaceae) Pinalia curranii (Leav.) W.Suarez & Cootes[40]
- (Pandanaceae) Freycinetia curranii Merr.[41]
- (Poaceae) Dendrocalamus curranii Gamble[42]
- (Polypodiaceae) Polypodium curranii Copel.[43]
- (Rubiaceae) Ceriscoides curranii (Merr.) Tirveng.[44]
- (Rutaceae) Micromelum curranii Elmer[45]
- (Ulmaceae) Gironniera curranii Merr.[46]
- (Viscaceae) Notothixos curranii Merr.[47]

- La abreviatura «H.M.Curran» se emplea para indicar a Hugh McCullum Curran como autoridad en la descripción y clasificación científica de los vegetales.[48]